# パドル・オブ・マッド
パドル・オブ・マッド（Puddle Of Mudd）は、アメリカ合衆国のロック・バンド。

## 経歴
1992年、ミズーリ州カンザスシティでウェス・スキャントリンを中心に結成。バンド名は、アメリカ中西部大洪水で氾濫したミズーリ川からインスパイアされた。バンドの練習場が浸水し、そこに泥の水溜り（Puddle of Mudd）が残ったことに由来する。
1994年にEP『Stuck』を自主製作盤としてリリース。1998年に初期メンバー3人が脱退し、ダグ・アルディト、ポール・フィリップスが加入した。
リンプ・ビズキットのボーカル、フレッド・ダーストにその才能を見出され、フレッドの新しいレーベルである「Flawless Records」に移籍し、オーディションでグレッグ・アプチャーチが加入。2001年にアルバム『カム・クリーン』でメジャー・デビューし、アルバムからのシングル「Blurry」がヒットした。「Blurry」はナムコのゲームソフト『エースコンバット5 ジ・アンサング・ウォー』のタイアップ曲にも選ばれた。
2005年にフィリップスとアプチャーチが脱退、クリスティアン・ストーン、ライアン・ヤードンが加入。以降もメンバー・チェンジを繰り返しながら活動を続けている。

## メンバー

### 現在のメンバー
- ウェス・スキャントリン (Wes Scantlin、1972年6月9日 - ) – ボーカル、ギター (1992年– )

※結成メンバー。ミズーリ州セントジョセフ生まれ／ミズーリ州カンザスシティ育ち。
- デイヴ・モレノ (Dave Moreno) – ドラム、バック・ボーカル (2005年–2006年、2014年– )
- マット・フラー (Matt Fuller) – ギター、バック・ボーカル (2012年、2014年– )
- マイケル・ジョン・アダムス (Michael John Adams) – ベース、バック・ボーカル (2014年– )

### 旧メンバー
- ジミー・アレン (Jimmy Allen) – ギター (1992年–1996年、2005年–2006年)
- ポール・フィリップス (Paul Phillips、1975年6月26日 - ) – ギター、バック・ボーカル (1999年–2005年、2009年–2011年)

※ジョージア州ブランズウィック生まれ／フロリダ州ジャクソンヴィル育ち。
- クリスティアン・ストーン (Christian Stone) – ギター (2006年–2009年、2011年–2014年)
- アダム・ラティフ (Adam Latiff) – ギター、バック・ボーカル (2011年–2012年)
- ケニー・バーケット (Kenny Burkitt) – ドラム (1992年–2000年)
- ジョシュ・フリーズ (Josh Freese) – ドラム (2000年–2001年) ※セッション・ミュージシャン
- グレッグ・アプチャーチ (Greg Upchurch、1971年12月1日 - ) – ドラム (2001年–2005年、2011年)

※ルイジアナ州ヒューマ生まれ／オクラホマ州キングストン育ち。
- ライアン・ヤードン (Ryan Yerdon) – ドラム (2006年–2011年)
- シャノン・ブーン (Shannon Boone) – ドラム (2011年–2014年)
- ショーン・サモン (Sean Sammon) – ベース (1992年–2002年)
- ダグ・アルディト (Doug Ardito、1971年3月10日 - ) – ベース、バック・ボーカル (1999年–2010年、2011年–2014年)

※マサチューセッツ州コンコード出身。
- ダミアン・スターキー (Damien Starkey) – ベース、バック・ボーカル (2010年–2013年)

## ディスコグラフィ

### スタジオ・アルバム
- Stuck (1994年) ※EP
- Abrasive (1997年)
- 『カム・クリーン』 - Come Clean (2001年)
- 『ライフ・オン・ディスプレイ』 - Life on Display (2003年)
- 『フェイマス』 - Famous (2007年)
- Volume 4: Songs in the Key of Love & Hate (2009年)
- Re(Disc)overed (2011年) ※カバー・アルバム
- Welcome to Galvania (2019年)

### DVD
- 『ストライキング・ザット・ファミリア・コード』 - Striking That Familiar Chord (2006年)